# Avstyckning
Avstyckning innebär att viss ägovidd av fastighets enskilda mark avskiljs för att utgöra egen fastighet eller ingå i sammanläggning enligt fastighetsbildningslagen.
Avstyckning sker på skriftlig ansökan av fastighetens ägare till lantmäterimyndigheten.
Frågan om avstyckning prövas vid en fastighetsbildningsförrättning där lantmäterimyndigheten består av en förrättningslantmätare samt ibland (i praktiken extremt ovanligt) två gode män. Protokoll ska föras och karta upprättas.
Beslut kan överklagas till den mark- och miljödomstol inom vars domkrets fastigheten är belägen.

## Fotnoter
1. ↑  10 kap. Fastighetsbildningslagen (1970:988)
2. ↑  10 kap. 6 § Fastighetsbildningslagen (1970:988)
3. ↑  4 kap. 8 § Fastighetsbildningslagen (1970:988)
4. ↑  4 kap. 1 § Fastighetsbildningslagen (1970:988)
5. ↑  4 kap. 16 § Fastighetsbildningslagen (1970:988)
6. ↑  4 kap. 28 § Fastighetsbildningslagen (1970:988)